# Ujgurski kaganat
Ujgurski kaganat (ili Ujgursko carstvo ili Uigurski kaganat, takođe poznat kao zemlja Tokuz Oguza, staroturkijski: 𐱃𐰆𐰴𐰕:𐰆𐰍𐰕:𐰉𐰆𐰑𐰣, moderni ujgurski: ئۇيغۇر خانلىقى‎, Uyghur Xanliqi, nazivima iz Tang ere sa modernim Hanju pinjinom: tradicionalni kineski: 回鶻; pojednostavljeni kineski: 回鹘; pinjin: Huíhú ili tradicionalni kineski: 回紇; pojednostavljeni kineski: 回纥; pinjin: Huíhé) bilo je turkijsko carstvo koje je postojalo oko jednog veka između sredine 8. i 9. veka. Oni su bili plemenska konfederacija pod Orkon ujgurskim (回鶻) plemstvom, koje su Kinezi nazivali Đu Sing („Devet klanova”), što potiče od imena Toguz Oguz ili Toquz Tugluq. Njihova prestonica je bio Otuken i kasnije Ordu-Balik. On je kasnije zamenjen Jenisej kirgiskim kaganatom.

## Istorija

### Uspon
Godine 657, Zapadnoturkijski kaganat je porazila dinastija Tang, nakon čega su Ujguri podpali pod Tang upravu. Pre toga, Ujguri su već pokazali sklonost ka savezima sa Tang dinastijom, kada su se s njima borili protiv Tibetanskog carstva i Turaka 627. godine. Godine 742, Ujguri, Karluci i Basmili pobunili su se protiv Drugog turskog kaganata.
Godine 744, Basmili su zauzeli tursku prestonicu Otuken i usmrtili vladajućeg Ozmis Kagana. Kasnije te godine ujgursko-karlučki savez je formiran protiv Basmila i pobedio ih. Njihov kagan je ubijen i Basmili su prestali da postoje kao narod. Neprijateljstva između Ujgura i Karluka zatim su primorala Karluke da migriraju na zapad u Žetisu i da se sukobe sa Tirgešima, koje su porazili i pokorili 766. godine.
Lično ime ujgurskog kagana bilo je Kulıg Bojla (kineski: 骨力裴羅). On je uzeo titulu Kutlug I Bilg kagan „Sjajni, mudri, moćni kagan”, tvrdeći da je vrhovni vladar svih plemena. On je sagradio svoj glavni grad u Ordu-Baliku. Prema kineskim izvorima, teritorija Ujgurskog carstva tada je dosegla „na svom istočnom kraju, teritoriju Šiveja, na zapadu planine Altaj, na jugu je kontrolisala pustinju Gobi, tako da je pokrivala čitavu teritoriju drevne Sjungnu”.
Ujguri su 745. godine ubili poslednjeg kagana Gokturka, bega Bajmejkehana Gulongfua (白眉可汗 鶻隴匐), i poslali njegovu glavu u Tang.

## Literatura
- Asimov, M.S. (1998), History of civilizations of Central Asia Volume IV The age of achievement: A.D. 750 to the end of the fifteenth century Part One The historical, social and economic setting, UNESCO Publishing
- Barfield, Thomas (1989), The Perilous Frontier: Nomadic Empires and China, Basil Blackwell
- Benson, Linda (1998), China's last Nomads: the history and culture of China's Kazaks, M.E. Sharpe
- Bregel, Yuri (2003), An Historical Atlas of Central Asia, Brill
- Bosworth, Clifford Edmund (2000), The Age of Achievement: A.D. 750 to the End of the Fifteenth Century - Vol. 4, Part II : The Achievements (History of Civilizations of Central Asia), UNESCO Publishing
- Bughra, Imin (1983), The history of East Turkestan, Istanbul: Istanbul publications
- Drompp, Michael Robert (2005), Tang China And The Collapse Of The Uighur Empire: A Documentary History, Brill
- Golden, Peter B. (1992), An Introduction to the History of the Turkic Peoples
- Golden, Peter B. (2011), Central Asia in World History, Oxford University Press
- Haywood, John (1998), Historical Atlas of the Medieval World, AD 600–1492, Barnes & Noble
- Henning, W.B. (1938), „Argi and the "Tokharians"”, Bulletin of the School of Oriental Studies, University of London, 9 (3): 545—571, JSTOR 608222, doi:10.1017/S0041977X0007837X
- Latourette, Kenneth Scott (1964), The Chinese, their history and culture, Volumes 1–2, Macmillan
- Mackerras, Colin (1990), „Chapter 12 - The Uighurs”,  Ур.: Sinor, Denis, The Cambridge History of Early Inner Asia, Cambridge University Press, стр. 317—342, ISBN 0-521-24304-1
- Millward, James A. (2007), Eurasian Crossroads: A History of Xinjiang, Columbia University Press
- Mackerras, Colin, The Uighur Empire: According to the T'ang Dynastic Histories, A Study in Sino-Uighur Relations, 744–840. Publisher: Australian National University Press, 1972. 226 pages,  0-7081-0457-6
- Rong, Xinjiang (2013), Eighteen Lectures on Dunhuang, Brill
- Sinor, Denis (1990), The Cambridge History of Early Inner Asia, Cambridge University Press, ISBN 978-0-521-24304-9
- Xiong, Victor (2008), Historical Dictionary of Medieval China, United States of America: Scarecrow Press, Inc., ISBN 978-0810860537
- Xue, Zongzheng (1992), Turkic peoples, 中国社会科学出版社
- Brook, Kevin Alan (2018), The Jews of Khazaria, Rowman & Littlefield
- „Turkic peoples”. Encyclopædia Britannica. Encyclopædia Britannica, Inc. Приступљено 21. 6. 2020.
- Damgaard, P. B.;  . (9. 5. 2018). „137 ancient human genomes from across the Eurasian steppes”. Nature. Nature Research. 557 (7705): 369—373. Bibcode:2018Natur.557..369D. PMID 29743675. S2CID 13670282. doi:10.1038/s41586-018-0094-2. hdl:1887/3202709 . Приступљено 11. 4. 2020.
- Findley, Carter V. (2005). The Turks in World History. Oxford University Press, USA. ISBN 978-0-19-517726-8.
- Fisher, William Bayne; Avery, P.; Hambly, G. R. G; Melville, C. (1991). The Cambridge History of Iran. 7. Cambridge: Cambridge University Press. ISBN 978-0-521-20095-0.
- Golden, Peter Benjamin (2011). Studies on the peoples and cultures of the Eurasian steppes. Bucureşti: Ed. Acad. Române. ISBN 978-973-1871-96-7.
- Janhunen, Juha (2003). „Ethnicity and language in prehistoric Northeast Asia”.  Ур.: Blench, Roger; Spriggs, Matthew. Archaeology and Language II: Archaeological Data and Linguistic Hypotheses. One World Archaeology. 29. Routledge. стр. 195—208. ISBN 0-415-11761-5.
- Khanbaghi, Aptin (2006). The Fire, the Star and the Cross: Minority Religions in Medieval and Early Modern Iran. I.B. Tauris. ISBN 978-1-84511-056-7.
- Lee, Joo-Yup; Kuang, Shuntu (18. 10. 2017). „A Comparative Analysis of Chinese Historical Sources and Y-DNA Studies with Regard to the Early and Medieval Turkic Peoples”. Inner Asia. Brill. 19 (2): 197—239. ISSN 2210-5018. doi:10.1163/22105018-12340089 . Приступљено 20. 6. 2020.
- Li, Tao;  . (јун 2020). „Millet agriculture dispersed from Northeast China to the Russian Far East: Integrating archaeology, genetics, and linguistics”. Archaeological Research in Asia. Elsevier. 22 (100177): 100177. doi:10.1016/j.ara.2020.100177 .
- Mecit, Songül (2014). The Rum Seljuqs: Evolution of a Dynasty. Routledge. ISBN 978-1-134-50899-0.
- Nelson, Sarah;  . (14. 2. 2020). „Tracing population movements in ancient East Asia through the linguistics and archaeology of textile production”. Evolutionary Human Sciences. Cambridge University Press. 2 (e5). doi:10.1017/ehs.2020.4 .
- Peacock, A.C.S.; Yıldız, Sara Nur, ур. (2013). The Seljuks of Anatolia: Court and Society in the Medieval Middle East. I.B.Tauris. ISBN 978-1-84885-887-9.
- Robbeets, Martine (1. 1. 2017). „Austronesian influence and Transeurasian ancestry in Japanese”. Language Dynamics and Change. Brill. 8 (2): 210—251. ISSN 2210-5832. doi:10.1163/22105832-00702005 . Приступљено 20. 6. 2020.
- Robbeets, Martine (2020). „The Transeurasian homeland: where, what and when?”.  Ур.: Robbeets, Martine; Savelyev, Alexander. The Oxford Guide to the Transeurasian Languages. Oxford University Press. ISBN 978-0-19-880462-8.
- Tekin, Talat (1993). Irk bitig (the book of omens) (PDF). Wiesbaden: Otto Harrassowitz. ISBN 978-3-447-03426-5.
- Uchiyama, Junzo;  . (21. 5. 2020). „Populations dynamics in Northern Eurasian forests: a long-term perspective from Northeast Asia”. Evolutionary Human Sciences. Cambridge University Press. 2. doi:10.1017/ehs.2020.11 .   Text was copied from this source, which is available under a Creative Commons Attribution 4.0 International License.
- de la Vaissière, Étienne (2015). „The Steppe World and the Rise of the Huns”.  Ур.: Maas, Michael. The Cambridge Companion to the Age of Attila. Cambridge University Press. стр. 175—192. ISBN 978-1-107-63388-9.
- Yarshater, Ehsan (2001). Encyclopedia Iranica. Routledge & Kegan Paul. ISBN 978-0-933273-56-6.
- Yunusbayev, Bayazit;  . (21. 4. 2015). „The Genetic Legacy of the Expansion of Turkic-Speaking Nomads across Eurasia”. PLOS One. PLOS. 11 (4): e1005068. PMC 4405460 . PMID 25898006. doi:10.1371/journal.pgen.1005068.

## Spoljašnje veze
- Jiu Tangshu (舊唐書) Old Book of Tang Chapter 195 (in Chinese)
- Xin Tangshu (新唐書) New Book of Tang, chapter 217, part 1 and part 2 (in Chinese). Translation in English here  (most of part 1 and beginning of part 2).
- Die chinesische Inschrift auf dem uigurischen Denkmal in Kara Balgassun (1896)